# Христиан Брауншвейгский

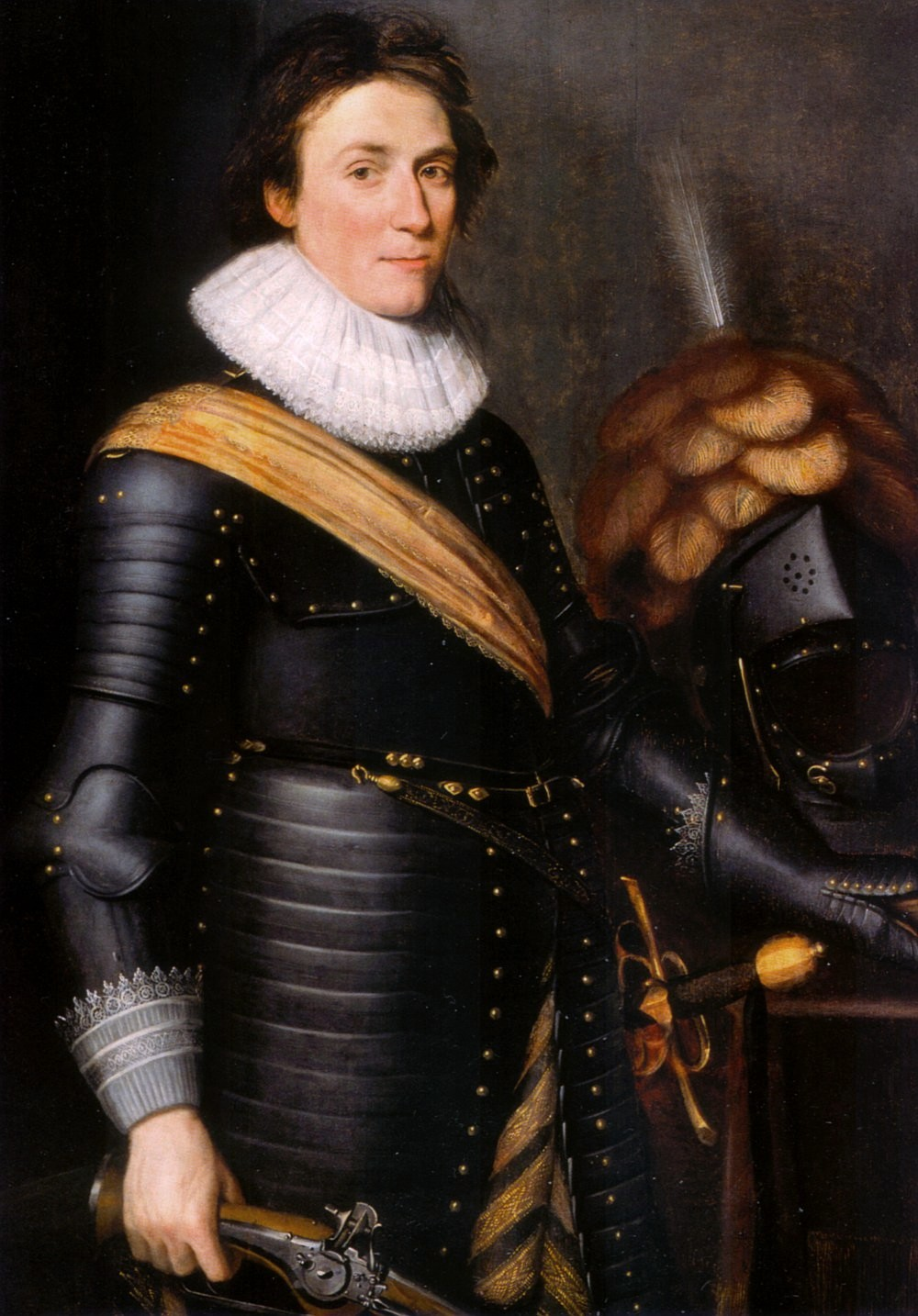
Портрет Христиана Брауншвейг-Люнебургского. Ян Антониц ван Равенштейн, 1620

Кристиан Брауншвейг-Вольфенбюттельский Младший (нем. Christian von Braunschweig-Wolfenbüttel; 20 сентября 1599, Грёнинген — 16 июня 1626, Вольфенбюттель) — принц Брауншвейг-Вольфенбюттельский, епископ Гальберштадтский, немецкий протестантский военачальник времён Тридцатилетней войны, во время которой он заслужил репутацию авантюриста и опасного фанатика.

## Жизнь
Кристиан родился в Грёнингене (современная земля Саксония-Анхальт). Третий сын Генриха Юлиуса, герцога Брауншвейг-Вольфенбюттельского и его 2-й жены Елизаветы Датской. После смерти отца воспитывался дядей — королём Дании Кристианом IV, а потом поступил в Гельмштедтский университет. После смерти брата Рудольфа, епископа Гальберштадтского, был в 1616 году избран его преемником. Это назначение предоставило ему необходимые финансы для начала военной деятельности.
В 1621 году Кристиан вступил в армию Морица Оранского и сражался в Нидерландах против испанцев.
Позднее он набрал свою собственную армию и примкнул к курфюрсту пфальцскому Фридриху V. Он провёл три значимые битвы: при Хёхсте (1622), при Флерюсе (1622) и при Штадтлоне (1623). Христиан прославился набегами и грабежами, а его армию современники считали одичавшей толпой.

## Кампания 1622—1623 годов
В 1621 году Христиан был одним из немногих, оставшихся верными курфюрсту Фридриху, который всего за год до того был смещён с чешского трона после катастрофы на Белой Горе. Фридрих оставался лидером протестантского сопротивления. Что заставляло Христиана так действовать, неизвестно, но одна из возможных причин — публично объявленная рыцарская любовь к даме (жене Фридриха V). Известно, что он носил её перчатку у себя на шлеме.
В конце 1621 года он набрал армию в 10 000 человек, с которыми зазимовал в Вестфалии. Здесь он занялся грабежом католических храмов Мюнстерского и Падерборнского епископств. Священные сосуды, серебряные статуи апостолов и святых Христиан велел переплавить в монету, на которой была выбита надпись «Gottes Freund, der Pfaffen Feind» (февраль 1622 года)
Христиан начал военные действия в 1622 году, когда Мансфельд начал собирать силы и предложил объединить армии, особенно после поражения его союзника Георга Фридриха, маркграфа Баденского, который был наголову разбит при Вимпфене. Христиан двинулся на соединение, но был застигнут и принужден к бою около Хёхста. Хотя сражение считается католической победой, Кристиану удалось привести на соединение с Мансфельдом значительную часть армии.
Объединённая армия двинулась в Эльзас, оставив Пфальц и его столицу Хайдельберг беззащитными перед силами графа Тилли. Хайдельберг пал в сентябре 1622 года, что фактически вывело Фридриха V из войны.
После грабежей и в Эльзасе Христиан и Мансфельд направились в Лотарингию, однако они получили новости об осаде испанцами важной протестантской крепости Берген-оп-Зом. Мансфельд и Христиан двинулись на помощь, но были блокированы при Флерюсе. В битве 29 августа 1622 года Христиан показал свою хорошо известную храбрость и упорство, возглавив четыре неудачных кавалерийских атаки на испанские линии. Несмотря на то, что в пятой атаке ему удалось прорвать заслон испанцев и спасти Берген, это стоило ему почти всей пехоты и левой руки. Христиан велел сообщить об этом Спиноле с добавлением, что у него осталась другая рука — для мщения. Он велел отчеканить монеты с надписью «altera restat» [остается другая (рука)]. После этой победы он расположился на зимовку в Испанских Нидерландах.
На весну 1623 года Христиан, Мансфельд, Габор Бетлен и граф Турн составили план захвата Чехии, чтобы дать протестантстскому движению новую жизнь. Однако план был сорван в самом начале. Граф Тилли двинул войска в Нижнюю Саксонию, а Мансфельд сообщил об отсутствии денег для содержания наёмной армии. Христиан оказался один на один с количественно и качественно превосходящей его армией Тилли. Он начал отступать и маневрировать. Достигнув границы возле Штадтлона, Христиан принял бой, который проиграл. В битве при Штадтлоне 6 августа 1623 года он потерял почти всю свою армию: из 15 000 солдат осталось лишь 2000.

## Поражение и смерть
Поражение Христиана означало конец чешско-пфальцского периода Тридцатилетней войны. Через три дня после Штадтлона Фридрих V подписал перемирие с Фердинандом II.
После небольшого затишья в 1625 году Дания, Соединённые провинции и Англия вступили в войну. Мансфельд и Христиан снова оказались востребованы. Христиан с новой армией двинулся в район Рейна, однако, узнав о приближении Тилли, начал отступать и перешёл к партизанским действиям, в которых имел некоторый успех. Вскоре Христиан тяжело заболел и умер в Вольфенбюттеле 16 июня 1626 года.